# Francis Dosières
Francis Dosières, né le 7 février 1952 à Pargues (Aube), est un pilote de courses de côte français.

## Biographie
De profession garagiste peintre carrossier, à Fouchères près de Troyes, il effectue ses premières courses de côte entre 1974 et 1977 sur Simca 1000 Rallye 2, puis Ford Escort 2000RS en 1978, remportant le Championnat des Provinces de zone Nord-Est (16 victoires de classe déjà en 1977, et 11 victoires de groupe en 1978).
Il termine dans les 10 premiers du championnat durant une dizaine d'années à partir de 1979 (8e).
Il obtient des podiums continentaux en classement absolu à Al Fito (2e en 2001, 3e en 1995 et 1996), Trier (3e en 1995) et Jaizkibel (3e en 1997), sur Luccini P3-94M puis Osella PA20S du Groupe CN, évoluant alors sur des monoplaces (entre 1995 et 2002, le reste de sa carrière s'étant effectué avec des voitures fermées d'actuelle catégorie I).  
Il reste toujours un compétiteur dans cette discipline des sports mécaniques, à 60 ans passés, puisqu'il termine encore vice-champion de France de la montagne catégorie Voitures de Production en 2015 (le Groupe GTTS), avec l'ASA Rhône-Cèze.

## Palmarès

### Titres, victoires et classements
- Seul quintuple champion d'Europe de la montagne français, en catégorie I sur BMW 635 CSi (1) puis BMW M3 (4) du groupe A, en 1985, 1989, 1990, 1992 et 1993 ;
- Champion de France de la montagne, en catégorie A sur Peugeot 306 Kit Car en 2003 ;
- Meilleur classement d'une voiture de Production en championnat de France de la montagne, en 2004, 2005 et 2006 ;
- Environ 70 victoires de groupes en championnat d'Europe, entre 1982 (Ampus) et 2011 (col Saint-Pierre), essentiellement en Gr.A (une cinquantaine entre 1984 et 1994), mais aussi quelques premières places en Gr.1 (1982), Gr.N (1983), Gr.CN (entre 1995 et 1999), et Gr.GT (2011) ;
  - Vice-champion de France de la montagne en catégorie I, en 1985 et 1987 (sur BMW 635 CSi, et M3) ;
  - Vice-champion d'Europe de la montagne, en 1991 (vainqueur Iñaki Goiburu) ;
  - 3e du championnat de France de la montagne, dont 1980 (sur Ford Escort RS), 1983 (sur BMW 323i), 1984 (sur BMW 528i) ;
  - 4e du championnat de France de la montagne en 1982, 5e en 1986.